# Wahlkreis Dresden 3 (2004–2009)
Der Wahlkreis Dresden 3 (Wahlkreis 45) war ein Landtagswahlkreis in Sachsen. Er war einer von sechs Dresdner Landtagswahlkreisen und umfasste den gesamten Stadtbezirk Altstadt sowie den Stadtbezirk Neustadt ohne den statistischen Stadtteil Leipziger Vorstadt. Bei der letzten Landtagswahl (im Jahr 2009) waren 67.459 Einwohner wahlberechtigt.

## Wahl 2009
| Amtliches Endergebnis der Landtagswahl am 30. August 2009 in Sachsen im Wahlkreis 045 Dresden 3 (Ergebnisse in Prozent) |

| Direktkandidat    | Partei          | Erststimmen in % | Zweitstimmen in % |
| ----------------- | --------------- | ---------------- | ----------------- |
| Patrick Schreiber | CDU             | 29,5             | 31,1              |
| Edith Franke      | Die Linke       | 22,2             | 19,7              |
| Sabine Friedel    | SPD             | 12,0             | 12,0              |
| Harald Zander     | NPD             | 3,0              | 3,0               |
| Steffen Hintze    | FDP             | 7,7              | 8,0               |
| Johannes Lichdi   | GRÜNE           | 22,3             | 17,9              |
| -                 | Tierschutz      | -                | 1,4               |
| -                 | PBC             | -                | 0,2               |
| Bernd Brodtrück   | BüSo            | 0,9              | 0,4               |
| -                 | DSU             | -                | 0,1               |
| -                 | REP             | -                | 0,1               |
| Stephan Stöhr     | Freie Sachsen   | 2,4              | 1,0               |
| -                 | FP Deutschlands | -                | 0,0               |
| -                 | Humanwirtschaft | -                | 0,2               |
| -                 | Piraten         | -                | 4,8               |
| -                 | SVP             | -                | 0,1               |

## Wahl 2004
Die Landtagswahl 2004 hatte folgendes Ergebnis:
| Direktkandidat     | Partei     | Erststimmen in % | Zweitstimmen in % |
| ------------------ | ---------- | ---------------- | ----------------- |
| Friederike de Haas | CDU        | 33,0             | 33,8              |
| Ronald Weckesser   | PDS        | 29,0             | 26,3              |
| Eileen Mägel       | SPD        | 12,1             | 10,2              |
| Johannes Lichdi    | GRÜNE      | 16,2             | 14,9              |
| -                  | NPD        | -                | 4,7               |
| Dietmar Fischer    | FDP        | 6,6              | 5,0               |
| -                  | DSU        | -                | 0,2               |
| -                  | PBC        | -                | 0,4               |
| -                  | GRAUE      | -                | 1,5               |
| Ronald Galle       | BüSo       | 3,1              | 0,8               |
| -                  | AUFBRUCH   | -                | 0,4               |
| -                  | DGG        | -                | 0,2               |
| -                  | Tierschutz | -                | 1,5               |